# Большая Левшинка
Большая Левшинка — деревня в Красноярском районе Самарской области в составе сельского поселения Большая Каменка. 

## География
Находится на расстоянии примерно 30 километров на север от районного центра — села Красный Яр.

## Население
Постоянное население составляло 47 человек (русские 100%) в 2002 году, 29 в 2010 году.